# Locomotora diésel-hidráulica

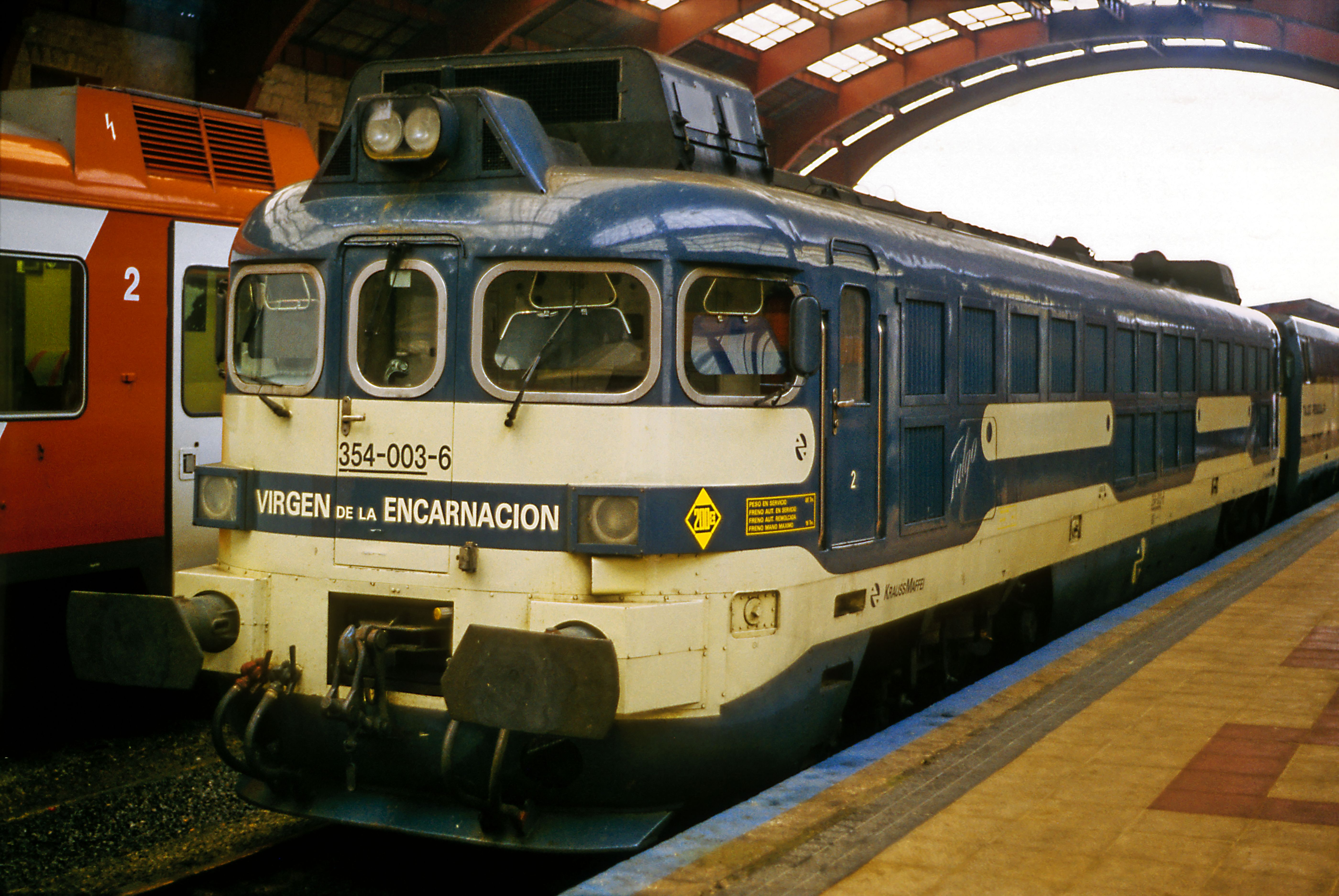
Locomotora diésel-hidráulica de la Serie 354 de Renfe.

La locomotora diésel-hidráulica es una locomotora que tiene una transmisión hidráulica de potencia capaz de convertir la cupla constante del motor diésel en otra variable y amplificada de acuerdo a la velocidad, manteniendo la potencia constante. Esta condición la cumple el convertidor de cupla, y se produce la transformación del par motor debido al agregado de una rueda directriz fija, situada entre las ruedas motoras y conducida del acoplamiento hidráulico.
Con el uso de la rueda directriz se orienta el flujo de manera tal que se produce la transformación del par motor que puede forzarse hasta alcanzar al máximo; se consiguen así valores de hasta 8 como relación de cupla máxima a motora. Esta multiplicación, de cupla se logra con la curvatura muy pronunciada de las paletas, de tal modo que con la rueda conducida parada la componente de entrada con lo que se crea un motor muy grande. Al aumentar el número de vueltas de la toma de fuerza (resistencia), disminuye la cupla de salida, debido a que en esas condiciones interviene igualmente la componente periférica de la rueda conducida. El convertidor de cupla alcanza su rendimiento máximo cuando el ángulo de afluencia coincide exactamente con el ángulo de la paleta, pues así se evitan pérdidas adicionales por remolinos.